# ドナルド・M・フレイザー
ドナルド・マッケイ・フレイザー（Donald MacKay Fraser、1924年2月20日 - 2019年6月2日）は、アメリカ合衆国の政治家。ミネソタ州ミネアポリス市出身。1963年から1979年までミネソタ州第5区選出の連邦下院議員、1980年から1994年までミネアポリス市長として活躍した。

## 若年期
ドナルド・M・フレイザーはカナダ出身の移民・エバレットとロイスの息子として、ミネソタ州ミネアポリスで生まれた。フレイザーの父親はハーバード大学で法律を学び、ジョージ・ワシントン大学で教鞭をとり、1920年にミネソタ大学法学部の学部長に就任した。
フレイザーは高校卒業後、ミネソタ大学に入学する。大学卒業後の1944年にアメリカ海軍の予備役将校となりレーダー士官として従軍後、ミネアポリスに戻り、ミネソタ大学のロースクールで法律を学び、弁護士業務に携わることになった。1950年に女性権利運動家のアーボン・スケルトンと結婚し、トーマス、メアリー、ジョン、ロイス、アン、ジーンの6人の子供を授かることになった。

## 政治家として
1954年、ミネソタ州議会の上院議員に当選し、8年間在職した。1962年、ミネソタ州第5区選出のアメリカ合衆国下院議員に当選し、1963年1月3日から1979年1月3日まで第88回から第95回までの下院議員を務めた。
フレイザーは現在、国際組織・運動小委員会の委員長として、米国の同盟国の人権侵害に関する公聴会を開いたことでよく知られている。歴史家のバーバラ・キーズが示すように、1973年から1976年にかけて、フレイザーは議会で、政府が「重大な人権侵害」を行っている国への米国の援助を減らすための法案を作成する重要なリーダーであった。フレイザーは、ジミー・カーターの人権重視政策の多くの基礎を築き、
国務省の運営方法を変え、人権に関する年次国別報告書の作成を義務付け、外交部署に人権問題への注意を促すようにした。
フレイザーは「コリアゲート」疑惑の調査を行った米下院の国際関係委員会国際機構小委員会の委員長を務めたことでも知られる。この委員会の調査によって大韓民国中央情報部（KCIA）と統一教会の教祖である文鮮明が共謀して、米国議会に対して贈賄等の政治工作を行い、何百万ドルもの資金を違法に調達して国境を越えて移動させていると主張した。それに対して、小委員会に、法的に召喚された、統一教会信徒、朴普煕は、1978,4,10 小委員会で自身の潔白と、統一教会並びに文鮮明氏の名誉回復のため15分にわたり反論を行った。その結果、小委員会は、疑惑を取り消し、統一教会は名誉を回復することとなる。
フレーザーはその後、上院選挙に於いて、圧倒的に優位とされながら、僅差で落選することとなる。
1974年から1976年まで「民主的行動のためのアメリカ人」の代表を務めた。フレイザーは1979年にミネアポリス市長に選出され、1980年1月2日に就任した。最初の市長任期は2年で、再選され任期4年を3回務めた。ミネアポリス史上、最高齢、最長寿、最長任期の市長であった。1994年1月3日に退任し、同市初の女性、初のアフリカ系アメリカ人市長であるシャロン・セイルス・ベルトンが後を継いだ。
2019年6月2日、95歳で死去した。

## 文書
彼の文書は研究に利用することができる。この集積は、1960年代から70年代の国際関係、民主党の政策、人権問題、環境保全、女性問題において特に有力である。